# 田中靖洋
田中 靖洋（たなか やすひろ、1987年6月21日 - ）は、石川県小松市出身の元プロ野球選手（投手）。右投右打。
実兄の田中良平も元プロ野球選手で、靖洋の前に投手としてロッテに所属していた。

## 経歴

### プロ入り前
高校生までは捕手を中心に内外野すべてをこなしていたが、高校2年生の時に本格的に投手に転向した。3年生時に石川県選抜チームのメンバーに選ばれ、日米親善試合に出場した。夏の甲子園・石川大会の1回戦に県立加賀高校の五番・投手として出場したが、同校はこの試合で敗退した。
2005年10月3日に行われたプロ野球ドラフト会議で西武ライオンズから高校生ドラフト4位指名を受け入団。

### 西武時代
2006年、ルーキーイヤーの一軍登板は無く、イースタン・リーグでも1試合に登板したのみであった。
2007年はイースタン・リーグで11試合に登板し、22イニングを投げ3勝0敗・防御率3.27を記録した。
2008年はイースタン・リーグで5試合の登板、投球回数も14イニングと実戦登板が少なかった。
2009年はイースタン・リーグで18試合に登板し、18回1/3を投げ2勝1敗・防御率4.42という成績であり、プロ入りから4年続けて一軍登板が無くシーズンを終えた。オフにダルビッシュ有らと共に自主トレを行った。
2010年4月13日に初めて出場選手登録をされ、同15日の東北楽天ゴールデンイーグルス戦の9回表に4番手でプロ初登板し、1回2安打1失点という内容であった。西口文也が発熱の影響で登板予定を変更したことで4月29日の千葉ロッテマリーンズ戦では急遽プロ初先発となったが、3回6安打4失点でプロ初黒星を喫した。その後は中継ぎとして一軍に帯同していたものの、6月12日の広島東洋カープ戦での登板を最後に、右肘の痛みで同20日に登録抹消。ファームで調整を続けるも患部の状態が悪化し、8月31日に右肘の靭帯再建手術を受けた。この年は一軍で11試合（1先発）に登板し、0勝1敗・防御率4.97を記録した。
2011年7月26日、ロッテとのイースタン・リーグ公式戦で手術からの実戦復帰を果たした。この年は同リーグで10試合に登板したが、一軍登板は無かった。
2012年8月7日に出場選手登録をされ、同11日の北海道日本ハムファイターズ戦で2年ぶりの一軍登板を果たした。その後は8月26日に登録抹消、9月11日に一軍へ昇格するも同20日に再び登録抹消となり、この年は5試合の登板で防御率6.48という成績であった。
2013年5月26日、東京都練馬区内で自家用車を運転中に環状8号線の井荻トンネル内で追突事故を起こした。この年は一軍登板が無くシーズンを終えたが、イースタン・リーグでは38試合に登板し、53イニングを投げて1勝3敗・防御率4.75、チーム最多の9セーブを記録した。シーズン終了後には、岩尾利弘・相内誠・藤澤亨明と共にオーストラリアン・ベースボールリーグのメルボルン・エイシズへ派遣され、現地のウインターリーグに参加した。
2014年は4月29日に一軍登録され、その後は抹消と再登録を2度繰り返し、8月15日に3度目の登録抹消となって以降は一軍へ昇格することができずにシーズンを終えた。この年は8試合の登板で0勝1敗・防御率6.43という成績であった。
2015年は5月27日に一軍へ昇格し、7月3日に出場選手登録を抹消されたものの、8月14日に一軍再昇格。同31日の楽天戦でプロ初セーブ、9月12日の日本ハム戦ではプロ初勝利を挙げるなど、再昇格後はシーズン終了まで一軍に帯同した。この年は一軍で18試合に登板し、1勝1敗1セーブ・防御率1.35。二軍では28試合の登板で0勝1敗・防御率2.83、イースタン・リーグ2位の11セーブを記録したが、球団は翌2016年の戦力構想から田中を外した。その上でNPBの他球団にトレードを打診したものの、成立には至らなかったため、10月27日に戦力外通告を受け、12月2日付でNPBから自由契約選手として公示された。

### 西武退団後
NPB他球団での現役続行を希望していたことから、2015年11月10日に12球団合同トライアウト（静岡草薙球場）へ参加。打者3人に対するシートバッティング形式での対戦で、前年まで東京ヤクルトスワローズに育成選手として所属していた佐藤貴規に二塁打を浴びたものの、ストレートの球速は参加した投手の中で最速となる147km/hを計測した。
トライアウト直後の2015年11月15日、実兄の良平がかつて所属していたロッテが田中の入団テストを同17日から19日まで、秋季キャンプにて実施することを発表。紅白戦で最速147km/hのストレートを投げたことなどが評価され、合格が確実であると報じられた。

### ロッテ時代
2015年12月7日にロッテへの入団が正式に発表された。推定年俸は550万円、背番号は47。
2016年1月に一般女性と結婚。開幕から二軍暮らしが続いたものの、8月4日に出場選手登録をされ、同7日のオリックス・バファローズ戦で移籍後初登板を果たした。その後は9月7日の日本ハム戦でプロ初ホールドを記録するなど、シーズン終了まで一軍に帯同し、この年は17試合の登板で0勝1敗1ホールド・防御率2.76を記録。オフに450万円増となる推定年俸1000万円で契約を更改した。
2017年は8月9日に出場選手登録をされると、9月6日の埼玉西武ライオンズ戦で移籍後初セーブ、同24日の日本ハム戦では移籍後初勝利を挙げるなど、シーズン終了まで一軍に帯同。この年は13試合の登板で1勝0敗1セーブ・防御率1.98を記録し、オフに250万円増となる推定年俸1250万円で契約を更改した。
2018年は4月7日に出場選手登録をされ、一軍のブルペンを支えていたが、夏場に調子を落とし、8月2日に登録抹消。同24日に一軍へ昇格するも9月4日に再び登録抹消となり、そのまま二軍でシーズンを終えた。この年は32試合の登板で2勝1敗5ホールド・防御率4.44を記録し、オフに750万円増となる推定年俸2000万円で契約を更改した。
2019年は4月5日に一軍へ昇格すると、8月に一時離脱しながらも、44試合の登板で4勝1敗2ホールド・防御率2.72とプロ14年目で最高の成績を収めた。オフに1500万円増となる推定年俸3500万円で契約を更改した。
2020年は新型コロナウイルスの影響で120試合制の短縮シーズンとなり、開幕も6月に延期されたが、自身初の開幕一軍入りを果たした。8試合の登板で1勝0敗2ホールド・防御率2.45を記録していたものの、7月22日に出場選手登録を抹消されると、8月3日に右肘の後方骨棘切除術及び遊離体除去術を受け、全治3か月の見込みであることが球団から発表された。10月末には二軍戦で実戦復帰したが、シーズン中の一軍復帰はかなわず、オフに800万円減となる推定年俸2700万円で契約を更改した。
2021年も開幕一軍入りを果たし、16試合に登板して1勝0敗4ホールド・防御率0.73と好成績を収めていたが、5月17日に登録抹消。翌18日には左内腹斜筋損傷と診断され、復帰までは6～8週間かかる見込みであることが球団から発表された。6月25日の二軍戦で実戦復帰し、7月4日には一軍へ復帰。その後はタフネスな投球でブルペンを支え、シーズン終盤は5登板連続失点と失速したものの、この年は38試合の登板で1勝2敗10ホールド・防御率4.54を記録し、オフに700万円増となる推定年俸3400万円で契約を更改した。
2022年は開幕二軍スタートとなり、4月24日に野手の福田秀平と入れ替わりで一軍昇格を果たすと、同日のオリックス戦（京セラドーム）7回裏にシーズン初登板し、1イニングで吉田正尚への申告敬遠を含む3四球を与えたものの無失点に抑えホールドを記録、同月28日の楽天戦（ZOZOマリン）では7回表に先発の美馬学が2点目を与えなお2死1、3塁の場面で2番手として登板、浅村栄斗を2ゴロに打ち取り追加点を許さないなど、同月は3試合に登板し無失点だったものの、5月に入り3日の西武戦（ベルーナドーム）2-3の8回裏に3番手として登板した際、2死3塁から暴投で追加点を与えると、同月6日のソフトバンク戦（ZOZOマリン）では延長11回表にグラシアルに勝ち越し点を許し敗戦投手となり、翌7日は9回表に中村稔弥が無死から6連打を浴び0-13と大量リードされ無死2塁の状況から登板、最初の打者柳田悠岐に2点本塁打を浴びるなど3失点（自責点1）で、同月11日に廣畑敦也と入れ替わる形で登録抹消。8月3日に2度目の一軍昇格を果たすが、同月は7試合に登板し9失点（自責点6）、9月は2試合に登板し、13日の日本ハム戦（ZOZOマリン）で3-8の9回表に5番手で登板、アルカンタラの本塁打により3失点した後登板完了したのが一軍シーズン最終登板となり、この後16日に登録を抹消されシーズンを終える。シーズン終了後の10月6日、同シーズン限りで現役を引退することが発表された。
2023年からは同球団のストレングストレーナーに就任。

## 選手としての特徴・人物
西武時代までの投球フォームはオーバースローだったが、ロッテへの移籍を機に、サイドスローへ変更。右打者へのシュートを武器に、30代の前半からロッテの一軍救援陣へ食い込んでいる。
愛称は「やす」、「やっさん」、「デンチュー」、「アウチューン田中（西武時代に出演したLIONS CHANNEL（テレビ埼玉）にてAutumnをアウチューンと読み間違えたことからファンに名付けられた）」。
2019年4月にチームメイトの中村奨吾が守備練習中に左目の下を10針縫う大けがを負った際、顔の傷口が治るまで1人で洗髪するのに苦労していたのに田中が気づき、傷口を避けながらシャンプーで頭を洗ってくれたというエピソードを中村が明かしている。

## 詳細情報

### 年度別投手成績
| 年 度      | 球 団      | 登 板 | 先 発 | 完 投 | 完 封 | 無 四 球 | 勝 利 | 敗 戦 | セ 丨 ブ | ホ 丨 ル ド | 勝 率 | 打 者 | 投 球 回 | 被 安 打 | 被 本 塁 打 | 与 四 球 | 敬 遠 | 与 死 球 | 奪 三 振 | 暴 投 | ボ 丨 ク | 失 点 | 自 責 点 | 防 御 率 | W H I P |
| ---------- | ---------- | ----- | ----- | ----- | ----- | -------- | ----- | ----- | -------- | ----------- | ----- | ----- | -------- | -------- | ----------- | -------- | ----- | -------- | -------- | ----- | -------- | ----- | -------- | -------- | ------- |
| 2010       | 西武       | 11    | 1     | 0     | 0     | 0        | 0     | 1     | 0        | 0           | .000  | 60    | 12.2     | 16       | 1           | 6        | 0     | 0        | 7        | 0     | 0        | 9     | 7        | 4.97     | 1.75    |
| 2012       | 西武       | 5     | 0     | 0     | 0     | 0        | 0     | 0     | 0        | 0           | ----  | 40    | 8.1      | 10       | 1           | 6        | 0     | 0        | 6        | 0     | 0        | 6     | 6        | 6.48     | 1.92    |
| 2014       | 西武       | 8     | 0     | 0     | 0     | 0        | 0     | 1     | 0        | 0           | .000  | 35    | 7.0      | 11       | 1           | 5        | 0     | 1        | 2        | 0     | 0        | 5     | 5        | 6.43     | 2.29    |
| 2015       | 西武       | 18    | 0     | 0     | 0     | 0        | 1     | 1     | 1        | 0           | .500  | 105   | 26.2     | 23       | 1           | 7        | 0     | 0        | 13       | 0     | 0        | 4     | 4        | 1.35     | 1.13    |
| 2016       | ロッテ     | 17    | 0     | 0     | 0     | 0        | 0     | 1     | 0        | 1           | .000  | 68    | 16.1     | 16       | 2           | 5        | 0     | 2        | 11       | 1     | 0        | 5     | 5        | 2.76     | 1.29    |
| 2017       | ロッテ     | 13    | 0     | 0     | 0     | 0        | 1     | 0     | 1        | 0           | 1.000 | 50    | 13.2     | 5        | 0           | 4        | 0     | 1        | 6        | 1     | 0        | 3     | 3        | 1.98     | 0.66    |
| 2018       | ロッテ     | 32    | 0     | 0     | 0     | 0        | 2     | 1     | 0        | 5           | .667  | 113   | 26.1     | 27       | 3           | 5        | 3     | 1        | 16       | 1     | 0        | 13    | 13       | 4.44     | 1.22    |
| 2019       | ロッテ     | 44    | 0     | 0     | 0     | 0        | 4     | 1     | 0        | 2           | .800  | 166   | 39.2     | 42       | 2           | 12       | 2     | 3        | 29       | 0     | 0        | 12    | 12       | 2.72     | 1.36    |
| 2020       | ロッテ     | 8     | 0     | 0     | 0     | 0        | 1     | 0     | 0        | 2           | 1.000 | 30    | 7.1      | 5        | 1           | 4        | 0     | 0        | 8        | 0     | 0        | 2     | 2        | 2.45     | 1.23    |
| 2021       | ロッテ     | 38    | 0     | 0     | 0     | 0        | 1     | 2     | 0        | 10          | .333  | 156   | 33.2     | 42       | 3           | 13       | 5     | 2        | 20       | 3     | 0        | 18    | 17       | 4.54     | 1.63    |
| 2022       | ロッテ     | 15    | 0     | 0     | 0     | 0        | 0     | 1     | 0        | 2           | .000  | 75    | 14.0     | 25       | 2           | 10       | 2     | 0        | 6        | 2     | 0        | 17    | 13       | 8.36     | 2.50    |
| 通算：11年 | 通算：11年 | 209   | 1     | 0     | 0     | 0        | 10    | 9     | 2        | 22          | .526  | 898   | 205.2    | 222      | 17          | 77       | 12    | 10       | 124      | 8     | 0        | 94    | 87       | 3.81     | 1.45    |

- 各年度の太字はリーグ最高

### 年度別守備成績
| 年 度 | 球 団  | 投手  | 投手  | 投手  | 投手  | 投手  | 投手     |
| 年 度 | 球 団  | 試 合 | 刺 殺 | 補 殺 | 失 策 | 併 殺 | 守 備 率 |
| ----- | ------ | ----- | ----- | ----- | ----- | ----- | -------- |
| 2010  | 西武   | 11    | 1     | 1     | 0     | 0     | 1.000    |
| 2012  | 西武   | 5     | 0     | 1     | 1     | 0     | .500     |
| 2014  | 西武   | 8     | 0     | 2     | 0     | 0     | 1.000    |
| 2015  | 西武   | 18    | 2     | 2     | 0     | 1     | 1.000    |
| 2016  | ロッテ | 17    | 1     | 4     | 0     | 0     | 1.000    |
| 2017  | ロッテ | 13    | 1     | 2     | 0     | 0     | 1.000    |
| 2018  | ロッテ | 32    | 4     | 7     | 0     | 0     | 1.000    |
| 2019  | ロッテ | 44    | 1     | 9     | 0     | 1     | 1.000    |
| 2020  | ロッテ | 8     | 0     | 1     | 0     | 0     | 1.000    |
| 2021  | ロッテ | 38    | 5     | 9     | 0     | 0     | 1.000    |
| 2022  | ロッテ | 15    | 1     | 2     | 0     | 0     | 1.000    |
| 通算  | 通算   | 209   | 16    | 40    | 1     | 2     | .982     |

### 記録
初記録
- 初登板：2010年4月15日、対東北楽天ゴールデンイーグルス5回戦（西武ドーム）、9回表に4番手で救援登板・完了、1回1失点
- 初先発：2010年4月29日、対千葉ロッテマリーンズ9回戦（西武ドーム）、3回4失点で敗戦投手
- 初奪三振：同上、1回表に西岡剛から空振り三振
- 初セーブ：2015年8月31日、対東北楽天ゴールデンイーグルス22回戦（楽天Koboスタジアム宮城）、7回裏に3番手で救援登板・完了、3回無失点
- 初勝利：2015年9月12日、対北海道日本ハムファイターズ23回戦（西武プリンスドーム）、11回表に7番手で救援登板・完了、1/3回無失点
- 初ホールド：2016年9月7日、対北海道日本ハムファイターズ21回戦（札幌ドーム）、10回裏に6番手で救援登板、1回無失点

### 背番号
- 57（2006年 - 2008年）
- 66（2009年[89] - 2015年）
- 47（2016年 - 2022年）

### 登場曲
- 「Hall of Fame (feat. will.i.am)」The Script（2016年）
- 「Not Afraid」EMINEM（2017年 - ）